# Hilarempis antarctica
Hilarempis antarctica är en tvåvingeart som först beskrevs av Walker 1836.  Hilarempis antarctica ingår i släktet Hilarempis och familjen dansflugor. Inga underarter finns listade i Catalogue of Life.